# Gourdon (Aberdeenshire)
Pour les articles homonymes, voir Gourdon.
Gourdon est un village situé dans l'Aberdeenshire, en Écosse.